# Пікабуї
Пікабу́ї (Machetornis rixosa) — вид горобцеподібних птахів родини тиранових (Tyrannidae). Мешкає в Центральній і Південній Америці. Це єдиний представник монотипового роду Пікабуї (Machetornis).

## Опис

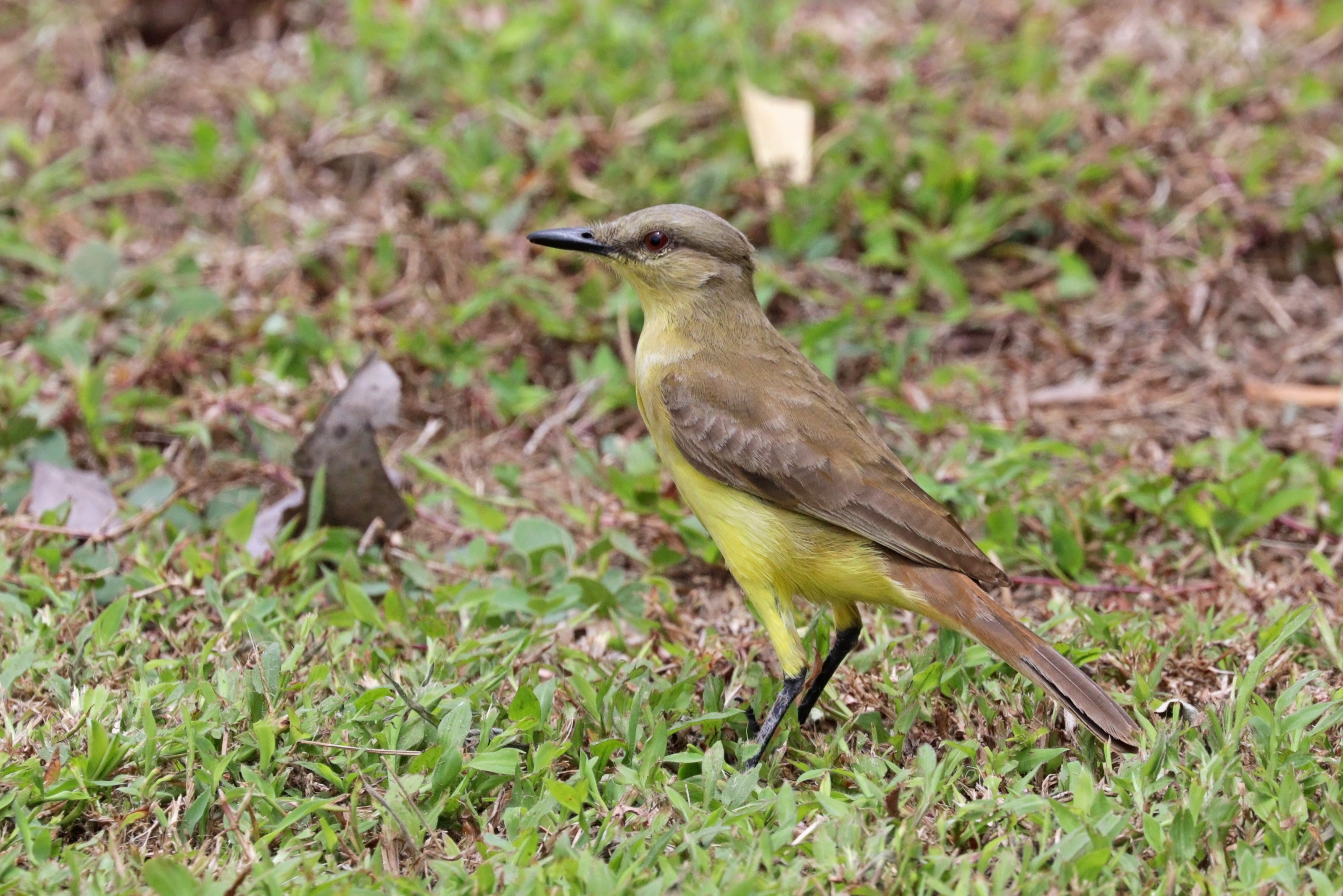
Пікабуї (Панама)

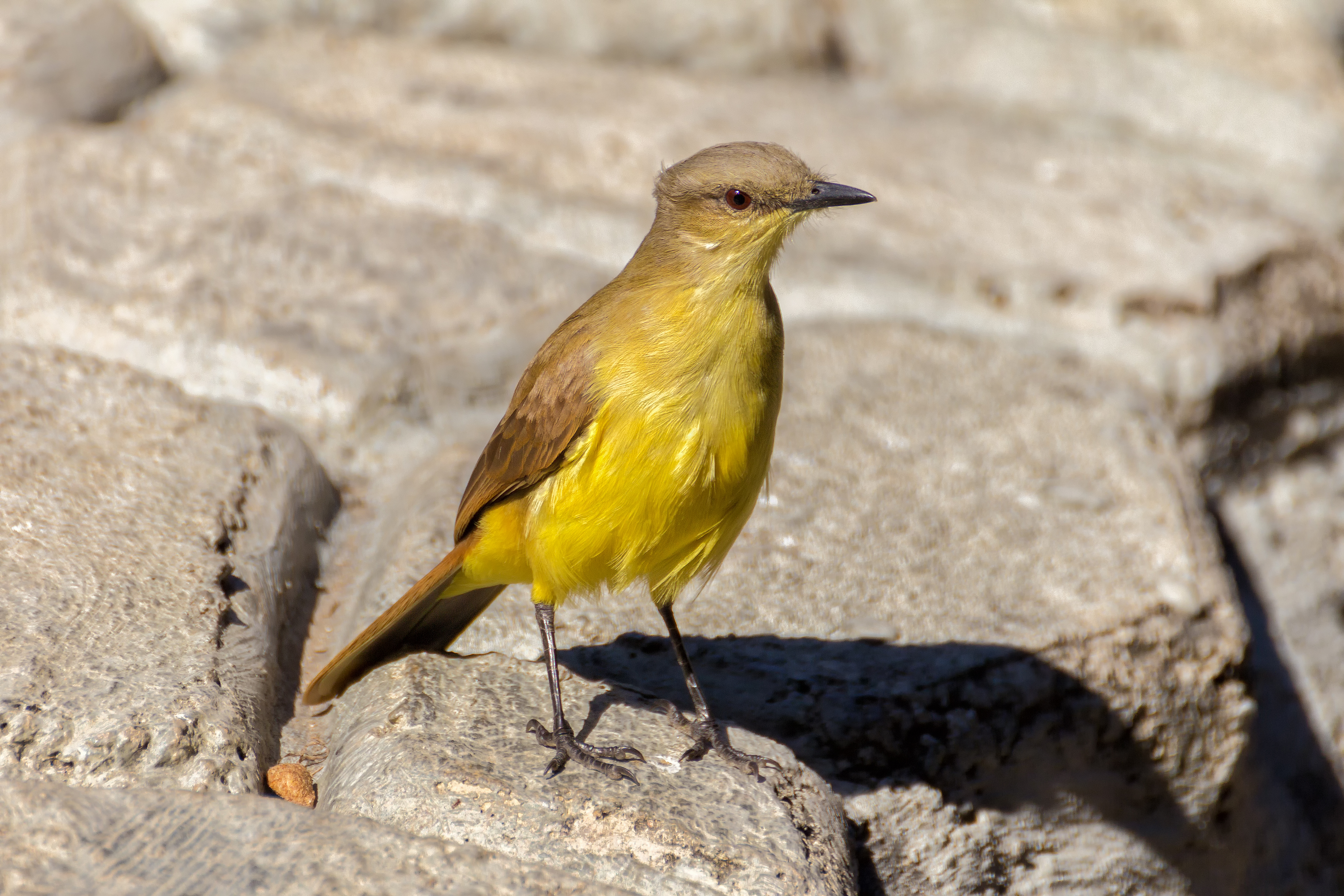
Пікабуї (Венесуела)

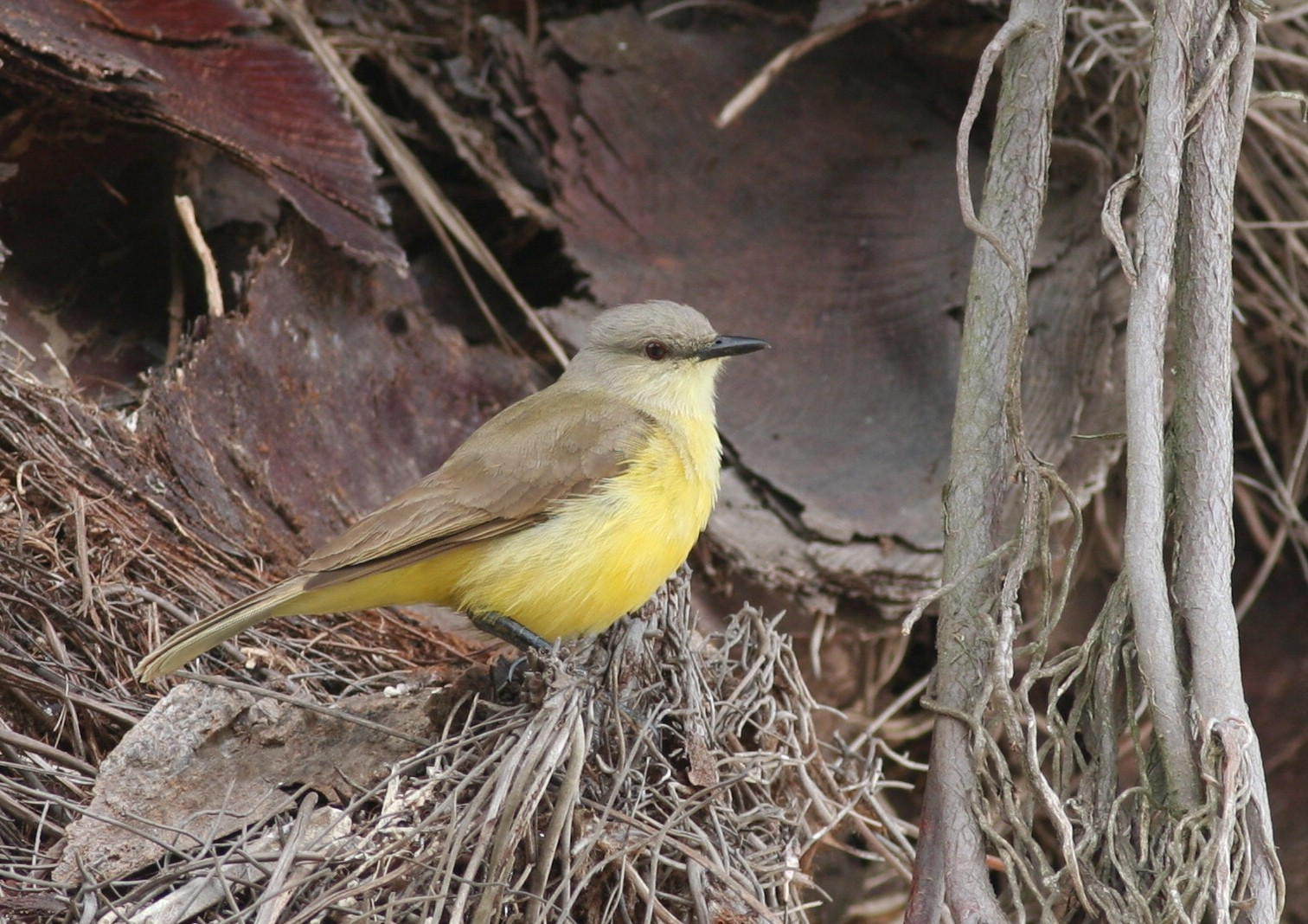
Пікабуї (Ла-Плата, Аргентина)

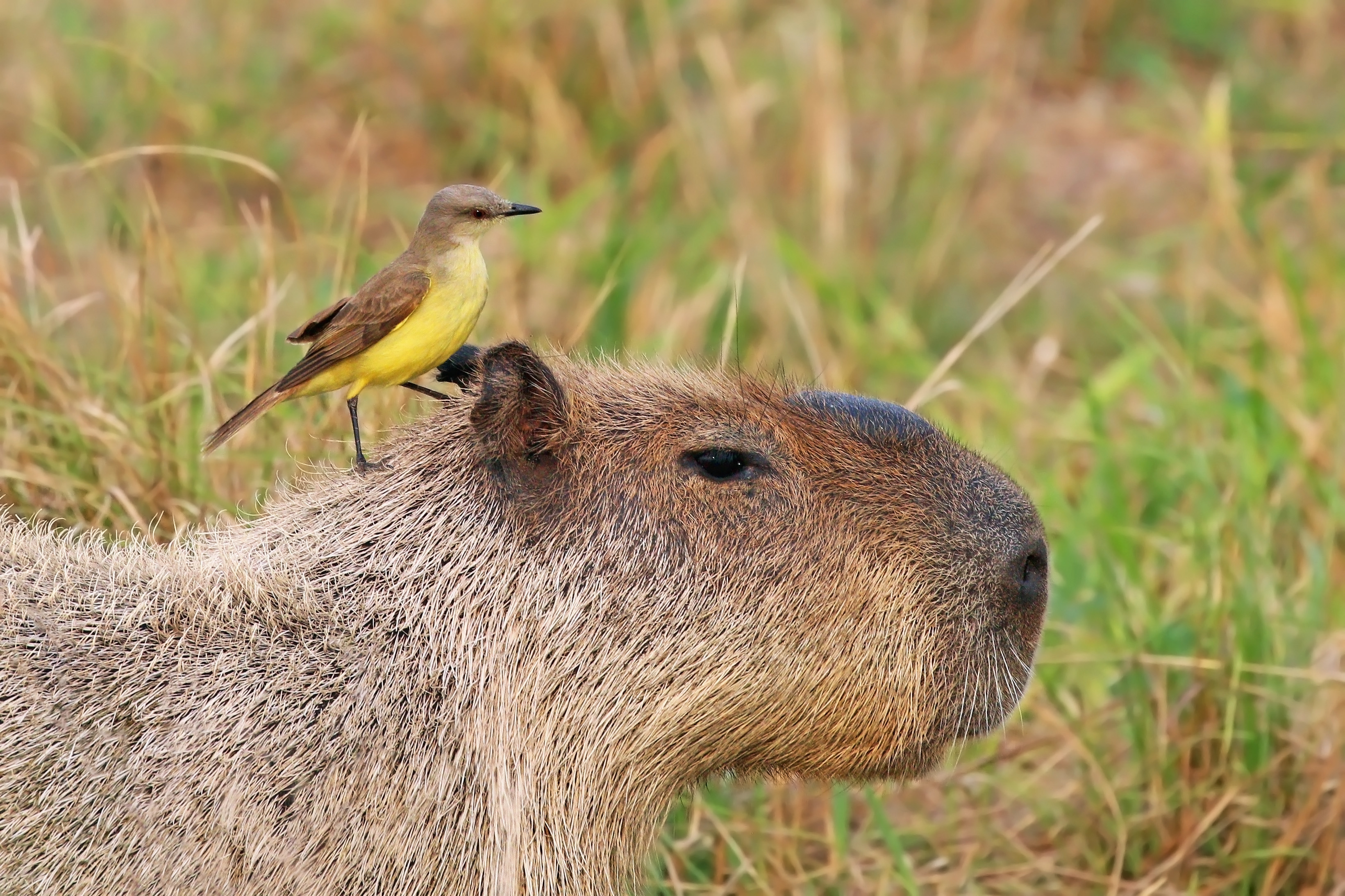
Пікабуї на капібарі

Довжина птаха становить 20 см, вага 29-40 г. Верхня частина тіла оливково-коричнева, тім'я і потилиця більш сірі, на тімені прихована оранжева пляма. Стернові пера мають вузькі білі кінчики. Горло білувате, боки, живіт і груди яскраво-жовті. У північних популяцій горло також яскраво-жовте. Райдужки карі, лапи чорні, довгі, пристосовані до наземного способу життя. Виду не притаманний статевий диморфізм.

## Підвиди
Виділяють три підвиди:
- M. r. flavigularis Todd, 1912 — східна Панама, північна Колумбія і північна Венесуела;
- M. r. obscurodorsalis Phelps, WH & Phelps, WH Jr, 1948 — східна Колумбія, східний Еквадор і південно-західна Венесуела;
- M. r. rixosa (Vieillot, 1819) — від сходу центральної Бразилії до східної Болівії, Парагваю, північної Аргентини і Уругваю.

## Поширення і екологія
Пікабуї мешкають в Панамі, Венесуелі, Колумбії, Еквадорі, а також в Болівії, Бразилії, Аргентині, Парагваї і Уругваї. Вони живуть у відкритих і напіввідкритих ландшафтах, зокрема в саванах серрадо і льяносу, на луках і пасовищах, в садах, поблизу людських поселень. Через вирубку лісів ареал пікабуї розширюється, зокрема, на південному сході Еквадору. Ці птахи зустрічаються парами або невеликими зграйками, на висоті до 300 м над рівнем моря.
Пікабуї живляться комахами, яких шукають на землі, а також шукають паразитів серед шерсті великих ссавців, зокрема капібар, болотяних оленів і свійських тварин. В Аргентині сезон розмноження у них триває з жовтня по січень. Пікабуї будують великі, громіздкі, чашоподібні гнізда з соломи, листя і гілочок, які встелюються шерстю і пір'ям. Вони розміщуються на пальмах, в дуплах дерев або в трубах. Іноді птахи використовують покинуті гнізда рудолобих м'якохвостів. В кладці 3 яйця (іноді 4-5 яєць), поцяткованих бурими і сірими плямами, розміром 24×17,7 мм. Інкубаційний період триває 14,5-17 днів, пташенята покидають гніздо через 16-17 днів після вилуплення. Пікабуї іноді стають жертвами гніздового паразитизму синіх вашерів. 